# Харламов Микола Михайлович
Микола Михайлович Харламов (19 грудня 1905, село Жуковка Фошнянської волості Брянського повіту Орловської губернії, тепер місто Жуковського району Брянської області, Російська Федерація — 9 квітня 1983, місто Москва, тепер Російська Федерація) — радянський військово-морський діяч, адмірал (11.05.1949) Військово-морського флоту СРСР, командувач 8-го військово-морського флоту (1950—1954) і Червонопрапорного Балтійського флоту (1956—1959). Член Бюро ЦК КП(б) Естонії з 1 липня 1950 по 30 червня 1955 року. Депутат Верховної ради Кримської АРСР 1-го скликання (1938—1945). Депутат Верховної ради Естонської РСР 3-го скликання. Депутат Верховної Ради СРСР 4—5-го скликань. Кандидат військово-морських наук (27.01.1970).

## Життєпия
Народився в родині залізничного кондуктора, батько помер 1917 року. Щоб допомагати матері вирощувати трьох молодших дітей, Микола Харламов пішов працювати на лісопильний завод (влітку працював, узимку продовжував навчатися у школі). Після закінчення школи став конторником на лісопильному заводі, з 1921 року працював на залізниці. У 1922 року входив до складу місцевого загону Частин особливого призначення, був помічником командира взводу.
У вересні 1922 року, за комсомольським призовом, направлений на службу в Робітничо-селянський Червоний флот. З жовтня 1922 по жовтень 1924 року — курсант Військово-морського політичного училища імені Рошаля. З жовтня 1924 по жовтень 1928 року — курсант Військово-морського училища імені Фрунзе. Член ВКП(б) з 1925 року.
Командну службу розпочав у Морських силах Чорного та Азовського морів (з 1935 року — Чорноморський флот). З жовтня 1928 по вересень 1930 року — вахтовий начальник, завгосп есмінця «Дзержинський», командиром якого на той час був Іван Юмашев. З жовтня 1930 по травень 1931 року — курсант артилерійського класу Спеціальних курсів командного складу ВМС.
Продовжив службу на Чорному морі з травня 1931 року артилеристом, з січня 1932 по жовтень 1933 року — помічником командира есмінця «Фрунзе». У жовтні 1933 — жовтні 1936 року — командир есмінця «Дзержинський». У жовтні 1936 — серпні 1937 року — командир есмінця «Бодрий». У серпні — жовтні 1937 року — командир крейсера «Ворошилов».
У жовтні 1937 — лютому 1938 року — начальник оперативного відділу штабу Чорноморського флоту.
У лютому 1938 — квітні 1941 року — начальник штабу Чорноморського флоту.
З листопада 1940 по квітень 1941 року навчався на курсах удосконалення вищого начальницького складу при Військово-морській академії імені Ворошилова.
У квітні — липні 1941 року — начальник Управління бойової підготовки Військово-морського флоту СРСР.
Початок німецько-радянської війни зустрів у Таллінні, де перебував на чолі інспекції Народного комісаріату ВМФ СРСР у штабі Балтійського флоту. У липні 1941 року в складі радянської військової місії відряджений до Великобританію та США. 20 липня 1941 — жовтень 1944 року — військово-морський аташе при посольстві СРСР у Великій Британії.
У листопаді 1944 — квітні 1945 року — начальник Управління бойової підготовки та заступник начальника Головного морського штабу Військово-морського флоту СРСР.
У квітні 1945 — квітні 1946 року — начальник Головного оперативного управління та заступник начальника Головного морського штабу Військово-морського флоту СРСР.
У квітні 1946 — лютому 1950 року — заступник начальника Генерального штабу Збройних сил СРСР по військово-морських силах. У 1948 році був призначений членом «Суда честі» над адміралами Кузнєцовим, Галлером, Алафузовым і Степановим.
У лютому 1950 — грудні 1954 року — командувач 8-го військово-морського флоту на Балтійському морі.
У грудні 1954 — липні 1956 року — слухач військово-морського факультету Вищої військової академії імені Ворошилова.
У липні — листопаді 1956 року — начальник військово-морського факультету Вищої військової академії імені Ворошилова.
У листопаді 1956 — травні 1959 року — командувач Червонопрапорного Балтійського флоту.
У травні 1959 — січні 1961 року — військовий спеціаліст по військово-морських силах Народно-визвольної армії Китаю.
У січні 1961 — жовтні 1966 року — голова Морського науково-технічного комітету ВМФ СРСР. У жовтні 1966 — грудні 1967 року — голова Науково-технічного комітету ВМФ СРСР.
У грудні 1967 — серпні 1971 року — начальник Військово-наукового управління Головного штабу ВМФ СРСР.
З серпня 1971 року — у відставці. Продовжував активну діяльність, був членом редколегії журналу «Морський збірник» та на керівній роботі у Всесоюзному товаристві «Знання».
Помер 9 квітня 1983 року в Москві, похований на Кунцевському цвинтарі Москви.

## Військові звання
- Капітан 3-го рангу (1936)
- Капітан 1-го рангу (14.02.1938)
- Контрадмірал (4.06.1940)
- Віцеадмірал
- Адмірал (11.05.1949)

## Нагороди
- орден Леніна (1947)
- орден Жовтневої Революції (1975)
- три ордени Червоного Прапора (22.01.1944, 3.11.1944, 1953)
- орден Ушакова I ст. (28.06.1945)
- орден Нахімова І ст. (14.09.1945)
- орден Трудового Червоного Прапора
- два ордени Червоної Зірки (22.02.1938, 1965)
- орден Братерства і єдності І ст. (Югославія) (5.08.1946)
- Хрест Грюнвальда ІІ ст. (Польща) (21.05.1946)
- медаль «За оборону Радянського Заполяр'я»
- медаль «За перемогу над Німеччиною у Великій Вітчизняній війні 1941—1945 рр.»
- медаль «За перемогу над Японією»
- медаль «За визволення Кореї» (КНДР)
- медаль «Китайсько-радянська дружба» (КНР)
- медалі